# 阿森斯市鎮
阿森斯市鎮（丹麥語：Assens Kommune）是丹麥的一個市鎮，包括菲英島西部、博島和海爾奈斯島，屬南丹麥大區。面積513平方公里，2009年人口42,128人。行政中心为阿森斯。
2007年由原阿森斯市鎮和其他五個市鎮合併而成。菲英島的最高點、海拔131公尺的弗勒山位於本市。